# Xã Hebron, Quận McHenry, Illinois
Xã Hebron (tiếng Anh: Hebron Township) là một xã thuộc quận McHenry, tiểu bang Illinois, Hoa Kỳ. Năm 2010, dân số của xã này là 2.356 người.